# Barry Ledger
Pour les articles homonymes, voir Ledger.
Pas d'image ? Cliquez ici

a Compétitions nationales et continentales officielles uniquement.

b Matchs officiels uniquement.
Barrie Ledger, né le 19 janvier 1962, est un ancien joueur de rugby à XIII anglais évoluant au poste d'ailier dans les années 1980. Il a notamment joué pour St Helens RLFC où il y a été admis au temple de la renommée du club, il y a disputé plus de deux cents matchs. Il a également été international anglais et britannique. 